# Sagami (AOE-421)
Sagami (AOE-421) byl zásobovací tanker japonských námořních sil sebeobrany. Plavidlo sloužilo k zásobování japonských eskortních uskupení palivem, municí a náhradními díly. V roce 2004 bylo se služby vyřazeno.

## Stavba

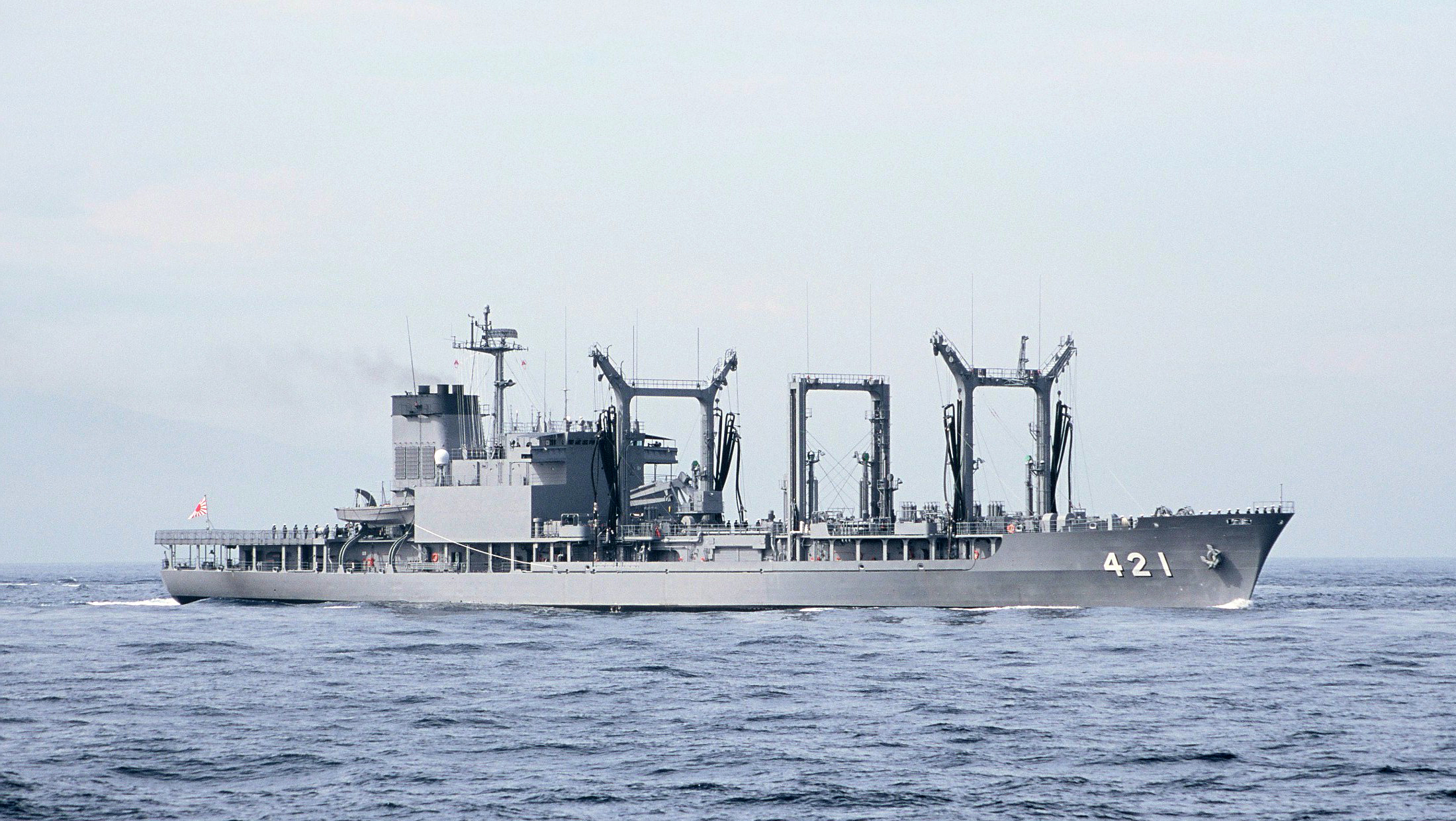
Sagami (AOE-421)

Tanker postavila japonská loděnice Hitachi Zosen v Maizuru. Trup byl na vodu spuštěn 4. září 1978 a hotové plavidlo bylo do služby přijato 30. března 1979.

## Konstrukce
Plavidlo mělo kapacitu 5000 tun nákladu, který byl překládán pomocí dvou zásobovacích stanic na každém boku. Loď nenesla žádnou výzbroj, pouze dva odpalovače klamných cílů. Na zádi se nacházela přistávací plocha pro jeden vrtulník. Loď nebyla vybavena hangárem. Nejvyšší rychlost dosahovala 22 uzlů.